# インディアナポリス交響楽団
インディアナポリス交響楽団（インディアナポリスこうきょうがくだん、英: Indianapolis Symphony Orchestra）は、アメリカ合衆国のインディアナ州インディアナポリスに拠点を置くオーケストラである。

## 概要
1930年、現地のヴァイオリン教授であったフェルディナント・シェーファーによって創設された。1937年、ファビエン・セヴィツキー（セルゲイ・クーセヴィツキーの甥）が初代音楽監督に抜擢されると共に、交響楽団の楽員は完全なプロフェッショナルになり、週給が支払われるようになった。その後、交響楽団は急速に成長し、1930年代末にはNBCやミューチャルラジオでの放送を開始、1940年代から1950年代初頭にかけてはRCAから一連のレコード録音が発売された。
1956年、アイズラー・ソロモンが音楽監督に就任。インディアナポリス交響楽団は国内ツアーや国外での演奏活動を行った。これらの業績により、アメリカ合衆国国務省賞を受賞した。
1976年、ジョン・ネルソンが交響楽団を引き継ぎ、本拠地をインディアナポリスのダウンタウンにあるヒルベルト・サークル・シアターに移動した。同時に、ナショナル・パブリック・ラジオやパブリック・ブロードキャスティング・サービスでの演奏放送を開始した。カーネギー・ホールやジョン・F・ケネディ・センターで頻繁にコンサートも催した。また、ネルソンは1987年に、ドイツで国外ツアーを初めて行った。
1987年に、レイモンド・レッパードがネルソンの後を継いで音楽監督に就任。52週のシーズンを開始し、Koss Classicsレーベルに一連の録音を残した。現地放送局 WFYI-FM の番組「インディアナポリス・オン・ジ・エア」が始まり、週1回の演奏放送が始まった。現在、アメリカ合衆国では一年中演奏活動を行っている18のオーケストラの1つに数えられている。
2002年より2009年までマリオ・ヴェンツァーゴ、2011年より2021年までクシシュトフ・ウルバンスキ、2024年から準メルクルが音楽監督を務める。

また、1982年から20年間エリック・カンゼルがポップス・オケの指揮者を務め、ジャック・エヴァリーが後を継いでいる。

## 音楽監督
歴代音楽監督
- フェルディナント・シェーファー (1930-1937) - 創設者
- ファビエン・セヴィツキー (1937-1956)
- アイズラー・ソロモン (1956-1976)
- ジョン・ネルソン (1976-1987)
- レイモンド・レッパード (1987-2002) - 現在桂冠指揮者
- マリオ・ヴェンツァーゴ (2002-2009)
- クシシュトフ・ウルバンスキ (2011-2021)
- 準メルクル (2024-  )

歴代首席ポップス指揮者
- エリック・カンゼル (1982-2002)
- ジャック・エヴァリー (2002-)